# Asr
Asr (arabisk: صلاة العصر, ṣalāt al-ʿaṣr) er en af islams fem tidebønner (salat). Asr udføres mellem "når skyggen til en genstand er lige lang som højden til genstanden, plus længden ved middag" og solnedgang og består af fire Raka'ah.
| Islam | Spire Denne islamartikel er en spire som bør udbygges. Du er velkommen til at hjælpe Wikipedia ved at udvide den. |